# Proiezione (lotta)
il termine proiezione in alcune arti marziali indica l'azione di lanciare il proprio avversario al suolo. Nelle discipline di lotta orientali le tecniche che permettono di proiettare l'avversario si indicano con il termine giapponese "Nage Waza" (投げ技) che significa tecniche di lancio o di proiezione, finalizzate a far perdere l'equilibrio all'avversario, sbilanciandolo e farlo cadere a terra. Questa tipologia di tecniche è particolarmente utilizzata dal Judo, dall'Aikidō e dal Jujitsu, mentre arti marziali come il Karate fanno prevalentemente uso di tecniche percussive (dette atemi).